# 에이콤마이엔티
에이콤마이엔티(A, Entertainment)는 대한민국의 연예기획사이다.

2020년 5월, 주식회사 킴스엔터테인먼트로 법인이 설립되었고 현재 에이콤마이엔티로 변경되었다. 창립 배우는 김기두 (배우), 최대철 등이다.

## 소속 연예인
- 김기두
- 김흥수 (배우)
- 정하담
- 차건우
- 권해성
- 천민희
- 한승윤
- 김가희 (배우)
- 홍지유 (배우)